# Рауль Ріверо
Рауль Ріверо Кастаньєда (нар. 23 листопада 1945, Морон, Сьєго-де-Авіла, Куба — 6 листопада 2021, Маямі, Флорида, США) — кубинський поет, журналіст, дисидент, лауреат Міжнародної журналістської премії Колумбійського університету імені Марії Мурс (1999) та Всесвітньої премії за свободу преси ЮНЕСКО/Гильермо Кано.

## Життєпис
Рауль Ріверо народився в 1945 році в Мороні, Сьєго-де-Авіла, у центральній Кубі.
У молодості він був послідовником Фіделя Кастро та підтримував Кубинську революцію. Був серед першого покоління журналістів, які закінчили навчання у післяреволюційни період.
З 1973—1976 рр. — головний кореспондент офіційної кубинської преси в Москві. Він також обіймав посаду голови прорежимної Національної спілки письменників і художників (ЮНЕАК). Тоді він був відомий як «Поет революції» і асоціювався з ключовими діячами культури комуністичної Куби.

## Громадська діяльність
1989 року вийшов із Національної спілки письменників та художників. 2 червня 1991 році він підписав так званий «лист 10 інтелектуалів», петицію із закликом до звільнення політичних в'язнів та проведення демократичних виборів. З того часу Ріверо перестали сприйняти у кубинському суспільстві. У 1995 році він заснував Cuba Press і активізувався в кубинському незалежному журналістському русі, публікуючи свої твори в газетах у США та інших країнах.
Рауль Ріверо 1999 року був удостоєний Міжнародної журналістської премії Колумбійського університету імені Марії Мурс. Наступного року він був названий одним із 50 Героїв свободи світової преси Міжнародним інститутом преси.
Під час втручання кубинського уряду у «Чорну весну» 2003 року проти дисидентів, Рауль Ріверо звинувачувався у тому, що:
|  | діяв проти кубинської незалежності та намагався розділити кубинську територіальну єдність», а також писав «проти уряду», організовуючи «підривні збори» у себе вдома, та співпрацював з американським дипломатом Джеймсом Кейсоном. |

Рауль Ріверо був засуджений до двадцяти років позбавлення волі. Він провів свої перші 11 місяців у карцері для чоловіків без вікон і жодного контакту із зовнішнім світом. Пізніше арешт та ув'язнення Ріверо аргументував та підтримував кубинський письменник і міністр культури Абель Пріето, який стверджував, що він:
|  | не був заарештований за свої погляди, а за отримання фінансування США за співпрацю з країною, яка осадила наш острів. |

Під час допитів у в'язницях, а також публічно, Рауль Ріверо стверджував, що всі отримані кошти складалися з гонорарів за його статті, сплачені видавництвами ЗМІ, а не урядами чи політичними організаціями. Його розповідь про життя та ставлення з боку кубинського уряду наведено в його книзі «Доказ контакту».
У листопаді 2004 року він був звільнений після міжнародного тиску на кубинський уряд і згодом переїхав до Іспанії, а також був нагороджений Всесвітньою премією за свободу преси ЮНЕСКО/ Гільєрмо Кано.

## Нагороди
- Міжнародна журналістська премія Колумбійського університету імені Марії Мурс (1999);
- Всесвітнья премія за свободу преси ЮНЕСКО/ Гільєрмо Кано (2004).